# Stechberg
Der Stechberg ist mit 342,7 m  der westlichste Berg des Thüringer Waldes  und liegt in der Gemeinde Gerstungen, Ortsteil Lauchröden im Wartburgkreis in Thüringen. 

## Geographie
Der unbewaldete, kegelförmige Stechberg erhebt sich am Westrand des Thüringer Waldes knapp 1 km östlich von Lauchröden. Er befindet sich am Rand des Werratales. Nördlich liegt der sagenumwobene Göringer Stein und der Burgberg der Brandenburg als vorgelagerte Ausläufer des Stechberges. Südlich folgt das Eltetal und das Waldgebiet Böller. Zu erreichen ist der Berg über Wander- und Feldwege direkt  von Lauchröden oder von der nahen Brandenburg kommend in östlicher Richtung.

## Geschichte
Der Stechberg befindet sich etwa 700 m südlich der Brandenburg und soll der Burgbesatzung als zusätzliche Wachstelle gedient haben. Zu Zeiten der DDR befand sich auf dem Stechberg ein Beobachtungspunkt der Roten Armee, welcher mittlerweile verfallen ist. Auf den noch vorhandenen, begehbaren Ruinen des Bunkers wurde nach 1990 eine Schutzhütte errichtet.

## Aussicht
Von der Kuppe des baumlosen Stechbergs ergeben sich bei guten Sichtbedingungen schöne Aussichtsmöglichkeiten. Im Westen findet man die Ruine der Brandenburg, dahinter Herleshausen und die Berge des Ringgau mit dem markanten Burgberg der Ruine Brandenfels bei Markershausen, im Norden erheben sich der Göringer Stein und der Kielforst mit der Werratalbrücke bei Hörschel an der hessisch-thüringischen Landesgrenze. Im Osten und Süden schaut man über das Eltetal auf den Böller und die Wälder und Felder von Unterellen bis Marksuhl. 

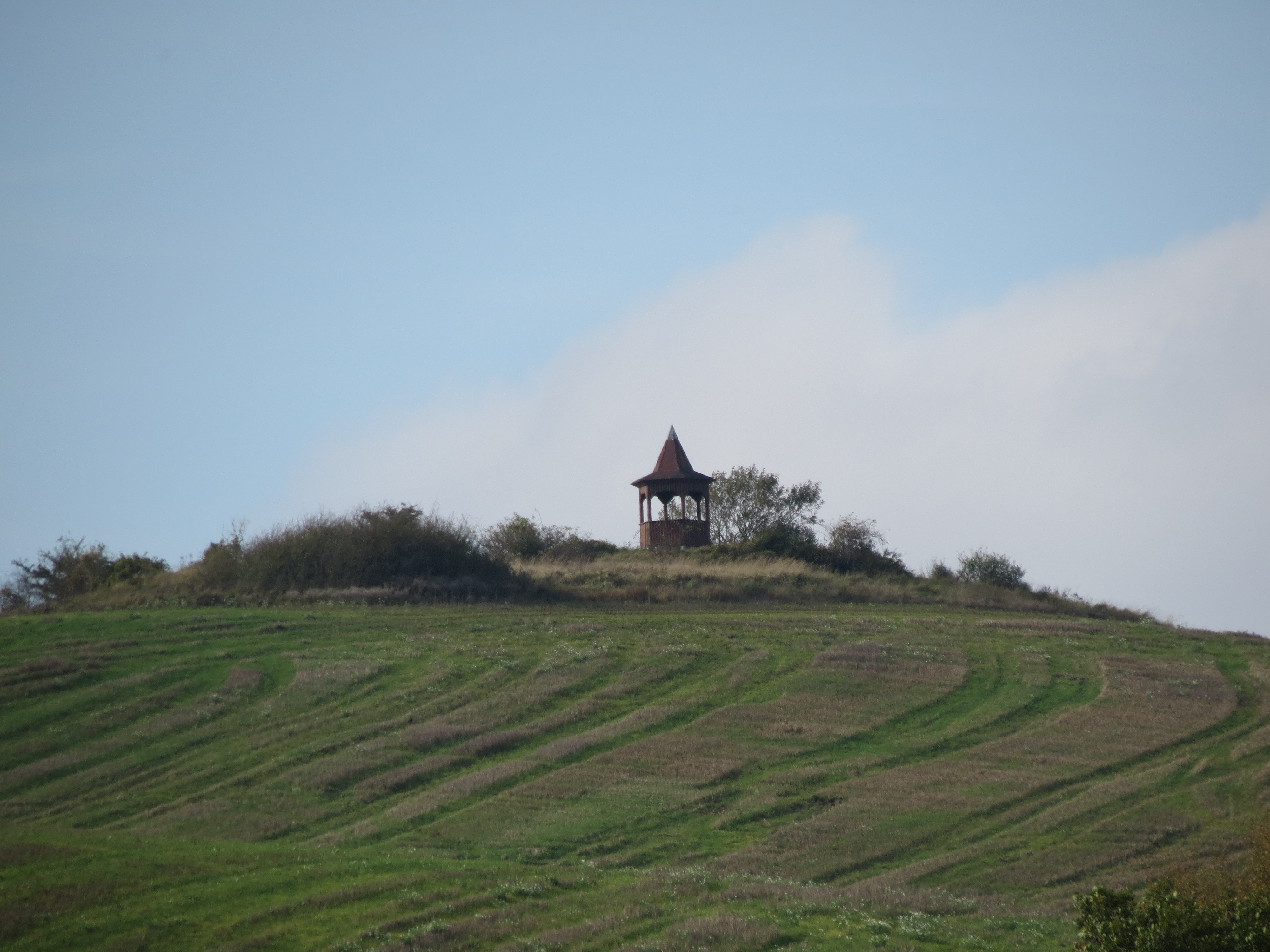
Das Gipfelplateau mit der Schutzhütte
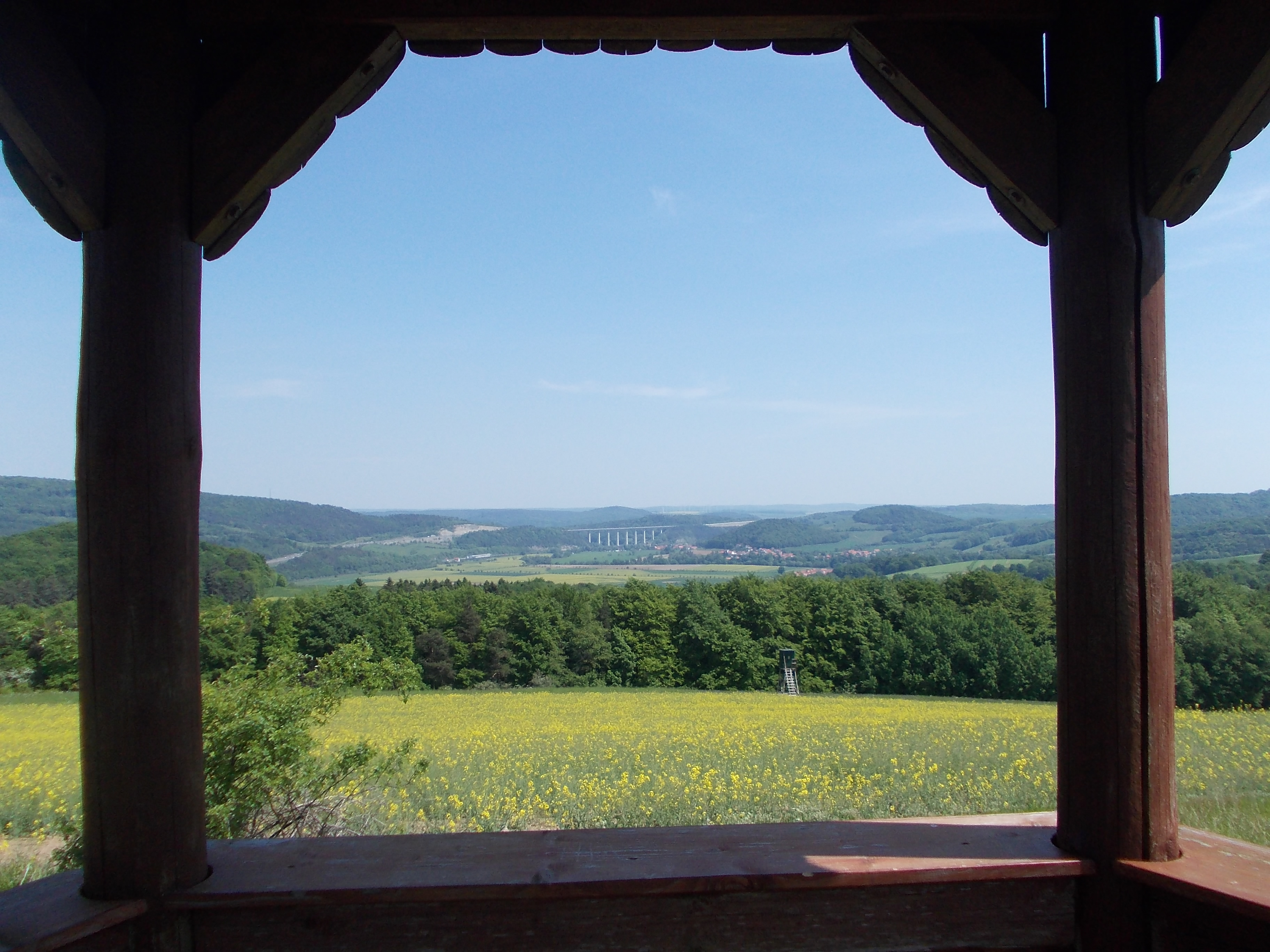
Blick vom Gipfel zur Werratalbrücke Hörschel
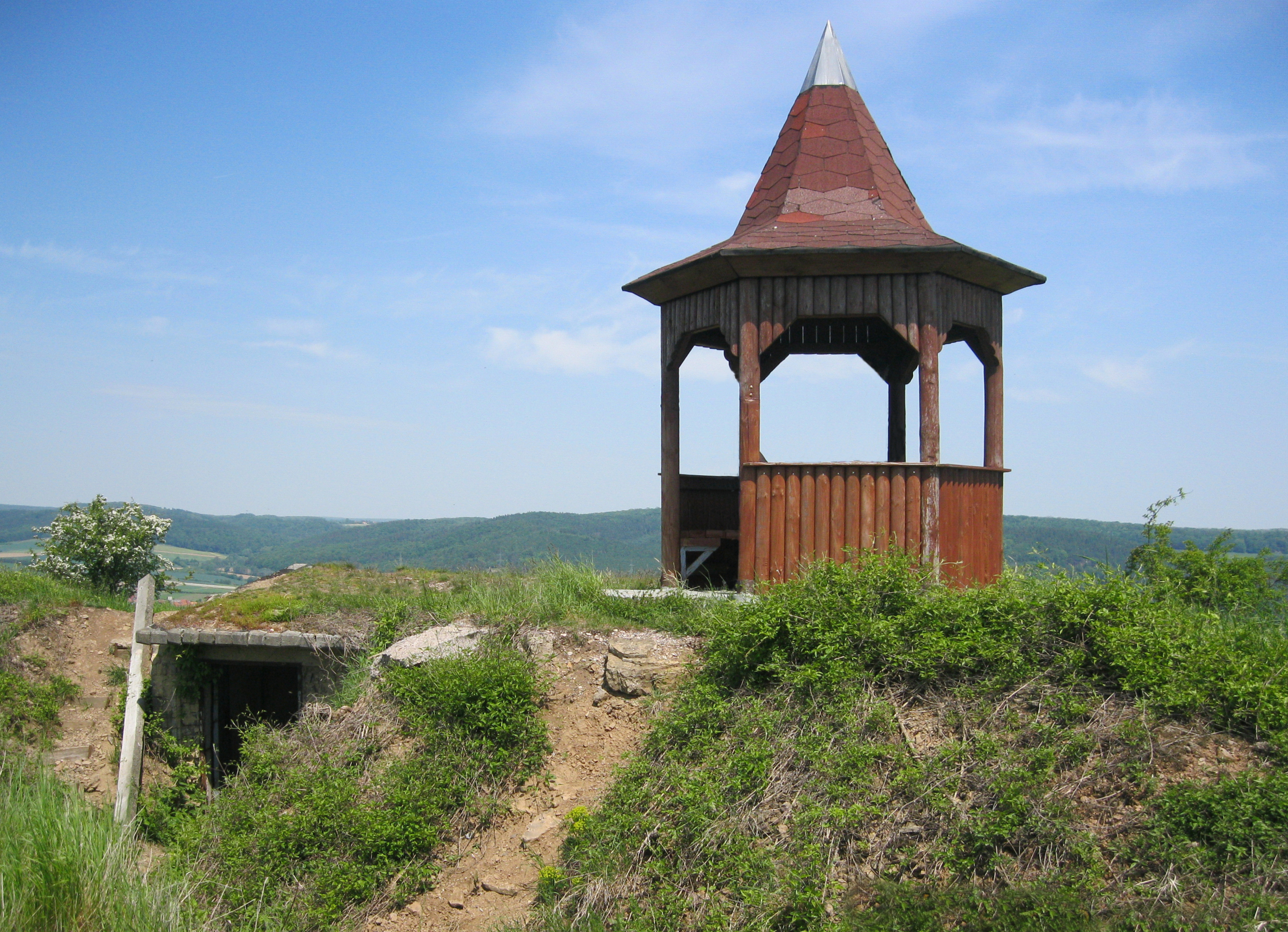
Gipfel mit Schutzhütte und Bunkerresten